# Říčany (Kelet-prágai járás)
Říčany település Csehországban, a Kelet-prágai járásban. Říčany Světice, Březí, Babice, Tehov, Strančice, Nupaky, Tehovec, Popovičky, Modletice, Křenice és Prága településekkel határos. Lakosainak száma 16 955 fő (2024. január 1.).

## Népesség
A település lakosságának változását az alábbi diagram mutatja:
| Lakosok száma | 2948 | 3159 | 5121 | 9215 | 10 703 | 10 876 | 15 236 | 15 619 | 16 182 | 16 955 |
|               | 1869 | 1890 | 1921 | 1950 | 1980   | 2001   | 2017   | 2019   | 2022   | 2024   |